# Platinum Dunes
Platinum Dunes es una productora de cine y televisión estadounidense fundada en 2001 por Michael Bay, Brad Fuller  y Andrew Form .  Es principalmente conocida por producir películas de terror, como The Texas Chainsaw Massacre, Friday the 13th, A Nightmare on Elm Street, The Purge, Ouija y A Quiet Place.

## Descripción general
La empresa fue fundada en noviembre de 2001 por Michael Bay, Brad Fuller y Andrew Form . El 7 de octubre de 2009, Paramount Pictures anunció un acuerdo de primera vista con Platinum Dunes. Con esto, planean pasar del género de terror a la acción y al thriller. El 27 de mayo de 2010, se anunció que trabajarían en el reinicio de la serie de películas Teenage Mutant Ninja Turtles del mismo nombre.  En 2014, Platinum Dunes fue nombrado Productor del Año por The Hollywood Reporter ' En 2015, la compañía también fue incluida entre los 30 productores de cine más poderosos de Hollywood ' The Hollywood Reporter . En 2018, Fuller y Form se separaron amistosamente de Platinum Dunes para lanzar una nueva productora, Fully Formed Entertainment .  En junio de 2022, Fuller regresó a Platinum Dunes y la compañía firmó un acuerdo general de primera vista con Universal Pictures . 

## Filmografía
| Año  | Película                                         | Director            | Distribución                        | Presupuesto            | Recaudación (mundialmente) |
| ---- | ------------------------------------------------ | ------------------- | ----------------------------------- | ---------------------- | -------------------------- |
| 2003 | The Texas Chainsaw Massacre                      | Marcus Nispel       | New Line Cinema                     | $9.5 millones          | $107.1 millones            |
| 2005 | The Amityville Horror                            | Andrew Douglas      | Dimension Films Metro-Goldwyn-Mayer | $19 millones           | $108 millones              |
| 2006 | The Texas Chainsaw Massacre: The Beginning       | Jonathan Liebesman  | New Line Cinema                     | $16 millones           | $51.8 millones             |
| 2007 | The Hitcher                                      | Dave Meyers         | Rogue Pictures                      | $10 millones           | $25.4 millones             |
| 2009 | The Unborn                                       | David S. Goyer      | Rogue Pictures Relativity Media     | $16 millones           | $76.5 millones             |
| 2009 | Friday the 13th                                  | Marcus Nispel       | New Line Cinema Paramount Pictures  | $19 millones           | $92.7 millones             |
| 2009 | Horsemen                                         | Jonas Åkerlund      | Lionsgate                           | $20 millones           | $2.4 millones              |
| 2010 | A Nightmare on Elm Street                        | Samuel Bayer        | Warner Bros. Pictures               | $35 millones           | $115.7 millones            |
| 2013 | The Purge                                        | James DeMonaco      | Universal Pictures                  | $3 millones            | $89.3 millones             |
| 2014 | The Purge: Anarchy                               | James DeMonaco      | Universal Pictures                  | $9 millones            | $111.9 millones            |
| 2014 | Teenage Mutant Ninja Turtles                     | Jonathan Liebesman  | Paramount Pictures                  | $125 millones          | $493.3 millones            |
| 2014 | Ouija                                            | Stiles White        | Universal Pictures                  | $5 millones            | $103.5 millones            |
| 2015 | Project Almanac                                  | Dean Israelite      | Paramount Pictures                  | $12 millones           | $33.2 millones             |
| 2016 | Teenage Mutant Ninja Turtles: Out of the Shadows | Dave Green          | Paramount Pictures                  | $135 millones          | $245.6 millones            |
| 2016 | The Purge: Election Year                         | James DeMonaco      | Universal Pictures                  | $10 millones           | $118.6 millones            |
| 2016 | Ouija 2: Origin of Evil                          | Mike Flanagan       | Universal Pictures                  | $9 millones            | $81.7 millones             |
| 2018 | A Quiet Place                                    | John Krasinski      | Paramount Pictures                  | $17 millones           | $332.6 millones            |
| 2018 | The First Purge                                  | Gerard McMurray     | Universal Pictures                  | $13 millones           | $137.1 millones            |
| 2020 | Songbird                                         | Adam Mason          | STX Entertainment                   | $700,000–$2.5 millones | $1 millones                |
| 2021 | A Quiet Place Part II                            | John Krasinski      | Paramount Pictures                  | $55–61 millones        | $297.4 millones            |
| 2021 | The Forever Purge                                | Everardo Gout       | Universal Pictures                  | $18 millones           | $77 millones               |
| 2024 | A Quiet Place: Day One                           | Michael Sarnoski    | Paramount Pictures                  | $55 millones           | $261,7 millones            |
| 2024 | Apartment 7A                                     | Natalie Erika James | Paramount Pictures                  | N/A                    | N/A                        |
| 2025 | Drop                                             | Christopher Landon  | Universal Pictures                  | $11 millones           | $28.5 millones             |

### Próximas películas
| Fecha de lanzamiento | Película               | Director       | Distribución       |
| -------------------- | ---------------------- | -------------- | ------------------ |
| 9 de julio de 2027   | A Quiet Place Part III | John Krasinski | Paramount Pictures |

## Series de televisión

### Series de TV
| Año           | Programa             | Canal Original     | Notas  |
| ------------- | -------------------- | ------------------ | ------ |
| 2013          | Occult               |                    | Piloto |
| 2014–2017     | Black Sails          | Starz              |        |
| 2014–presente | The Last Ship        | TNT                |        |
| 2016          | Billion Dollar Wreck | History Channel    |        |
| 2018–2019     | The Purge            | USA Network        |        |
| 2018–presente | Jack Ryan            | Amazon Prime Video |        |